# Senescencia
Se denomina senescencia a los cambios  que suceden entre los elementos de un sistema producto del paso del tiempo (de una forma tiempo-dependiente) en relación con los sistemas materiales que presentan una cierta estructura u organización. Tales cambios (si no se deben a intervención: véase al final de este artículo "Programas de envejecimiento genético" o fallas drásticas en la dinámica normal) suelen ser irreversibles, de modo que es posible inferir el tiempo transcurrido a partir de la secuencia preestablecida para dichos cambios. En esta primera definición no se incluye ninguna referencia a la naturaleza del sistema material ni al hecho de que los cambios supongan un deterioro, aunque este último suele ser el caso debido a que las leyes de la termodinámica conducen inexorablemente a un aumento de la entropía.
Una definición más estricta hace referencia en aquellas evoluciones en los sistemas que supongan un deterioro del mismo, esto es, a la incapacidad para mantener la estructura, la integridad o el orden interno de dicho sistema. En este sentido cabría distinguirlo de su opuesto, una evolución hacia un mayor orden o clímax, y que conocemos como desarrollo o también sucesión si hablamos de ecosistemas. Cuando un sistema es invariable o no se deteriora con el tiempo, entonces decimos que ha aumentado su antigüedad, pero no ha envejecido.
Otra definición más orientada a la biología celular es aquella que engloba en la palabra "senescencia" el envejecimiento celular, que se refiere a determinadas células que tienen un número limitado de divisiones, como por ejemplo algunos fibrocitos humanos. Esto se debe al acortamiento de los telómeros cromosómicos, que impiden la pérdida de información genética por los extremos de los brazos cromosomales.

## Envejecimiento biológico

### Definición
El envejecimiento se refiere al conjunto de  cambios y modificaciones morfológicas y fisiológicas que tienen lugar de forma gradual y paulatina, y están intrínsecamente relacionadas con el paso del tiempo. “El cambio gradual e intrínseco en un organismo que conduce a un riesgo creciente de vulnerabilidad, perdida de vigor, enfermedad y muerte. Tiene lugar en una célula, en un órgano o en la totalidad del organismo durante el periodo vital completo como adulto de cualquier ser vivo”. 
Diferentes manuales y revisiones sobre el tema coinciden, en lo esencial de esta definición:
a) En primer lugar, se distingue de cualquier cambio que sucede en los organismos por su aparición gradual, esto significa que es una parte sustancial del periodo vital de cualquier organismo. Por ello, es un proceso esencialmente dinámico y secuencial, divisible en etapas tan discretas como se desee.
b) En segundo lugar, no se mencióna que sea algo “inevitable” o incluso “irreversible”, como aparece en otras definiciones, puesto que incluir en la definición estos adjetivos arroja un juicio de valor y sanciona como definitivo algo que la ciencia aún no ha podido elucidar, y sería afirmar sin fundamentos. En este sentido, el "Handbook of the Biology of Aging" tampoco hace referencia a que sea un proceso “inevitable”, específicamente para admitir la posibilidad de “sistemas sin envejecimiento” y tampoco “irreversible”, para admitir la posibilidad de que se pueda reparar el daño.
c) En tercer lugar, se entiende que la consecuencia de este proceso es una secuencia estocástica o programada de daños que hacen que el organismo desempeñe sus funciones vitales con menos eficacia, pierda capacidad de homeostasis y además aumenta la probabilidad de que el organismo deje de vivir a medida que trascurre el tiempo. La dinámica del proceso se dirige por una función probabilística, para la cual dado un instante tn, existe una p(tn) ≠ 0 de que desarrolle disfunciones o que fallezca, asumiendo que esta función asigna valores de tn progresivamente crecientes. Habitualmente se ajusta a la curva de Gompertz. Por tanto, si esta probabilidad no crece, tendremos antigüedad, pero no envejecimiento.

## Dividiendo el tiempo de vida
La vida de un animal (como animal se incluye también al hombre) se suele dividir en distintas épocas, caracterizadas cada una por los cambios físicos y fisiológicos que suceden en estas, para el caso de los humanos las etapas de vida se dividen de la siguiente forma.
- Infancia
- Adolescencia
- Adultez temprana
- Adultez media
- Adultez tardía
- Primera Vejez
- Segunda vejez

La edad también se puede dividir en el sistema decimal
| Término         | Edades (inicio y final inclusive) |
| --------------- | --------------------------------- |
| Quinceañero     | 15                                |
| Veinteañero     | 20 a 29                           |
| Treintañero     | 30 a 39                           |
| Cuadragenario   | 40 a 49                           |
| Quincuagenario  | 50 a 59                           |
| Sexagenario     | 60 a 69                           |
| Septuagenario   | 70 a 79                           |
| Octogenario     | 80 a 89                           |
| Nonagenario     | 90 a 99                           |
| Centenario      | 100 a 109                         |
| Supercentenario | 110 o más anciano/a               |

### El envejecimiento a lo largo de la historia: primeras teorías
Es de suponer que la humanidad intentó abordar y realizó especulaciones sobre las causas y posibles formas de combatir el envejecimiento desde el mismo momento en que tomó conciencia del fenómeno. La misma conciencia de la decadencia y la mortalidad nos sitúa ante uno de los problemas clave de la humanidad. Gerald J. Gruman nos ofrece un largo discurso sobre la historia de este empeño en “A History of Ideas About the Prolongation of Life”.
En una de las epopeyas más antiguas de la humanidad Gilgamesh, rey de Uruk, emprende un largo viaje, motivado por la muerte de su amigo, hacia la morada de Utnapishtim para que éste le revele el misterio de la inmortalidad. Al hallarlo, Utnapishtim le dice que se encuentra en la planta llamada “El hombre se hace joven en la senectud”.

#### La Grecia clásica
Encontramos en la Grecia clásica los primeros intentos de organizar sistemáticamente los conocimientos por causas (λογος). Nos detendremos solamente en dos ejemplos:
Hipócrates liga el envejecimiento al desarrollo, dictaminando que el periodo de una vida es siete veces superior al de su desarrollo como adulto, utilizando el número mágico 7.
Aristóteles es el primero que aborda ampliamente una teoría del envejecimiento por causas en los pequeños tratados Sobre la duración y brevedad de la vida: Περί Μακροβιότητος καί βραχυβιότητος, Sobre la vida y la muerte: Περί ζωης καί θανάτου Sobre la respiración: Пερί άναπνοής, incluido en la recopilación conocida como Parva naturalia. Las traducciones siguientes entrecomilladas son mías, basadas a su vez en las traducciones latinas del renacimiento publicadas en el volumen III de la edición de referencia Aristotelis Opera de Bekker, en Berlín, 1874. En el capítulo cuarto de este tratado escribe:

“… Por esto, necesariamente, la vida debe coincidir con el mantenimiento del calor y lo que llamamos muerte es su destrucción”.

Aristóteles veía la vida en términos de una combustión cuya sede era el corazón y por ello continúa en el capítulo 5 

“…no obstante, se debe advertir que hay dos modos en los que el fuego deja de existir: puede apagarse por agotamiento o por extinción. El primero es debido al envejecimiento y el segundo por violencia”.

Continúa apuntando las causas que pueden motivar el envejecimiento: 

“El calor se acumula en exceso debido a la carencia de respiración y refrigeración (…) pronto usa todo su alimento y lo consume…”. Aunque no aporta ninguna solución, sin embargo cree que “debe haber algún modo de enfriar el fuego en su fuente”.

#### La Edad Media
Para una época en la que no se disponía de los conocimientos médicos modernos, la idea nos resulta sorprendentemente actual y sugerente. No es extraño por ello que el envejecimiento se explicara hasta el siglo XIX en términos de calor o de humedad, siguiendo al filósofo Estagirita.
Roger Bacon escribió en 1236 La cura de la vejez y la preservación de la juventud.
Otro Bacon, esta vez Francis Bacon en su The historie of life and dead advierte que si se quiere prolongar la vida se debe evitar que “la humedad se escape por la piel”, de modo que indica todo tipo de aceites y pomadas para evitarlo.
En esta misma obra, siguiendo su doctrina empirista diseña un programa de investigación con una metodología asombrosamente actual, en la que examina factores que afectan a personas que viven en distintos lugares y bajo condiciones distintas.
La idea aristotélica de que el exceso de alimento puede hacer que el fuego arda demasiado deprisa inspiró a eremitas, anacoretas y todo tipo de ascetas, muchos de ellos de longevidad legendaria, la adopción de la llamada “dieta pitagórica”, es decir, frugal, sin carne ni vino ni habas (esto último para evitar el fabismo, aunque la aversión a las habas viene de la leyenda transmitida por Diógenes Laercio de que Pitágoras murió en un campo de habas, o la supuesta prohibición de consumir habas en la secta pitagórica original. Las virtudes de una dieta escueta en calorías han sido confirmadas por los estudios sobre la restricción calórica.

#### Renacimiento
Durante el renacimiento italiano esta idea es tomada por los higienistas de la escuela médica de Padua, en particular por el noble italiano Luigi Cornaro, nacido hacia 1467 quien a los 35 años, débil, enfermo y agonizante comienza una dieta de restricción calórica y consigue llegar hasta los 104 años.
La gran síntesis sobre los conocimientos médicos del envejecimiento la lleva a cabo Gabriele Zerbi en 1489, cuando publica en Roma una obra dedicada al papa Inocencio VIII llamada Gerontocomia scilicet de senum cura atque victu.
Queda para el mundo del misterio el intento de Descartes de encontrar la forma de prolongar la juventud, de la cual decía que era la principal meta de toda su filosofía. En una ocasión llegó a decir que se encontraba muy cerca de lograrlo. No es extraño que su muerte a los 54 años causara una conmoción entre sus discípulos.

#### El envejecimiento en la ilustración
Joseph Priestley, codescubridor junto con Carl Scheele y Antoine Lavoisier del oxígeno, nos advierte en su tratado Experiments and Observations on Different Kinds of Airs, publicado en 1775 que 

“aunque el aire puro deflogisticado (oxígeno) pudiera ser muy útil como remedio, también podría ser no tan adecuado para nosotros en el habitual estado sano del cuerpo; pues del mismo modo que una bujía se consume más presurosa en el aire deflogisticado que el aire común, así podríamos, como pudiera decirse, vivir demasiado aprisa (destacado en negrita en el libro de Priestley) y las energías animales se agotarían demasiado pronto en esta clase de aire puro.”

En este pasaje vemos una síntesis de la teoría aristotélica con su propia idea del gas por el descubierto, que no deja de ser de algún modo anticipativa.
En la línea higienista nos encontramos a Hufeland, que publica en 1796 su famoso Makrobiotik o el arte de prolongar la vida, empleando el término aristotélico. No en vano se había publicado recientemente la recopilación de Bekker en Berlín. Si bien empleando incorrectamente el término Μακρός.

#### Teorías de los siglos XIX y principios del XX
Tanto la teoría de la evolución de Charles Darwin como el desarrollo de los conocimientos genéticos y los avances en la teoría celular transformaron profundamente nuestros conocimientos sobre los organismos vivientes y los procesos que tienen lugar en ellos. Sin embargo la implantación de estas ideas tuvo que esperar varias décadas. Un ejemplo de ello eran las teorías que vinculaban el envejecimiento en varones con el descenso en las secreciones testiculares. En este sentido fueron precursores de la llamada suplementación o reemplazo hormonal.
En 1889, Charles Edouard Brown-Sequard, un prominente fisiólogo francés, anunció a la Sociedad de Biología de París que había rejuvenecido su mente y cuerpo inyectándose un líquido extraído de testículos de perro y de cerdo de Guinea. Aparentemente las inyecciones no solo incrementaron su fortaleza física y energía intelectual, sino también aliviaron su estreñimiento y le alargaron el chorro de la orina. Más tarde, algunos cirujanos intentaron implantar testículos completos o rebanados dentro del escroto de receptores. Leo L. Stanley era médico residente en la prisión de San Quintín, en California. Comenzó trasplantando testículos (sacados de prisioneros recientemente ejecutados) en convictos en 1918. Algunos de los receptores refirieron una completa recuperación de la potencia sexual. Hacia 1920, la escasez de gónadas humanas indujo a Stanley a sustituirlos por testículos de carnero, cabra, venado y verraco, de los que él decía que funcionaban igual de bien. Continuó practicando cientos de operaciones, tratando pacientes con dolencias tan diversas como la senilidad, el asma, la epilepsia, la tuberculosis, la diabetes y la gangrena.
La gran demanda de implantes de gónadas forjó la fortuna de al menos dos cirujanos durante los años 20 y 30. En Francia, el emigrante ruso Sergei Voronoff trasplantaba glándulas de mono para extender la vida de sus ricos y famosos clientes. Como respetado biólogo, Voronoff experimentó con eunucos en la corte de Egipto e incluso intentó injertar ovarios de mono en mujeres, con desastrosas consecuencias. En América, el famoso buhonero “Doctor” John R. Brinkley, trasplantó cientos de rebanadas de testículos de cabra en los clientes de Milford, Kansas cuando iban envejeciendo, lugar en el que se hizo tan popular que casi sale gobernador por votación en 1930. Cada paciente tenía el privilegio de seleccionar su propia cabra de entre el rebaño del doctor. 
Por último, también a principios del siglo XX, la influencia de los descubrimientos de Louis Pasteur marcó una época en la que se achacaba a los gérmenes patógenos cualquier enfermedad, incluso se veía en la exposición a ellos la causa del envejecimiento. Esto es el caso de la teoría expuesta por Metchnikoff en 1904, en la que se habla de que son las toxinas diseminadas por los microbios las responsables del envejecimiento. Hablaba del intestino grueso como de un mal necesario, un reservorio de material de desecho que nos releva de la necesidad de pararnos constantemente a defecar mientras corremos delante de los depredadores (o tras ellos). Quedó fascinado por las fábulas búlgaras de centenarios y adscribió su longevidad al yogur,  que era desconocido en Europa occidental en aquel momento. Metchnikoff abanderó la idea de que todos viviríamos 200 años tan solo si comiéramos más yogur, lleno “de los más útiles microbios, que pueden aclimatarse en el tubo digestivo con el propósito de detener las putrefacciones y las fermentaciones perniciosas.”  Tenía un punto de razón: las bacterias intestinales influyen en la salud, si no en la longevidad humana máxima.

#### El dilema de Darwin en el envejecimiento
En las últimas ediciones del Origen de las especies, Darwin añadió un capítulo llamado Miscellaneous Objections to the Theory of Natural Selection, en el que respondía a las objeciones que los científicos contemporáneos le planteaban.
Una de las objeciones más importantes fue la relativa a la ausencia de longevidad. Resulta inmediatamente aparente que las características observadas en los animales relativas al envejecimiento y la longevidad no encajan con las reglas establecidas por Darwin para la selección natural: puesto que la longevidad es un valor que incrementa el tiempo de supervivencia y las oportunidades de tener descendencia de cualquier organismo, ¿no acabaría la selección natural, si fuera cierta, incrementando progresivamente la longevidad? ¿No sería el envejecimiento, puesto que obviamente es un rasgo adverso a la adaptabilidad, eliminado por el proceso de selección natural? En otras palabras, la teoría de Darwin predice que los seres vivos no deberían envejecer.
Darwin les contesta así (traducido al español):

“Un crítico ha insistido últimamente, con cierto despliegue de exactitud matemática, que la longevidad es una gran ventaja para todas las especies, de modo que el que crea en la selección natural “debe disponer su árbol genealógico” de manera tal ¡que todos sus descendientes tengan vidas mayores que la de sus progenitores! ¿Nuestros críticos no pueden concebir que una planta bianual o uno de los animales inferiores puedan darse en un clima frío y perecer cada invierno; y así, debido a las ventajas obtenidas por la selección natural, sobrevivir año tras año por medio de sus semillas u ovas? Mr. E. Ray Lankester ha discutido recientemente este asunto y concluye, que hasta donde su extrema complejidad le permite formarse un juicio, que la longevidad se relaciona con el nivel de cada especie en la escala de organización, así como a la cantidad de gasto en la reproducción y en la actividad general. Y estas condiciones han sido, probablemente, ampliamente determinadas por la selección natural.”

En este texto está claro que Darwin creía que la longevidad es un rasgo determinado por la selección natural. También creía que, al menos en el caso de algunas especies, un periodo vital limitado podría beneficiar de algún modo a esa especie en particular incluso cuando fuera una desventaja desde el punto de vista del individuo.
Darwin no explicó como un periodo vital limitado beneficia a una especie. Tampoco explicó el mecanismo por el cual una característica desventajosa para los individuos puede evitar ser eliminada por la selección natural. Esta situación nos sitúa ante el dilema de elegir si la longevidad es una adaptación a pesar de la teoría de Darwin, o bien que no es una adaptación a pesar de las masivas (y crecientes) pruebas de que lo es. La mayor parte de las teorías evolucionistas intentan responder a este dilema.

### Teorías sobre el envejecimiento
De la gran proliferación de teorías del envejecimiento da cuenta Medvedev en un célebre artículo que titula, no exento de cierta sorna An attempt at a rational classification of theories of ageing, donde llega a catalogar hasta 300 teorías distintas. En la actualidad se contempla el envejecimiento como un proceso extremadamente multifactorial, de modo que se han ido abandonando las primeras aproximaciones que establecían una causa concreta, como un único gen o el deterioro de un sistema clave. Las distintas teorías se plantean alguna de las siguientes preguntas: 
- ¿Por qué envejecemos? Hace referencia al esclarecimiento del porqué apareció o no se ha eliminado el fenómeno del envejecimiento a lo largo de la evolución, tratando de dar respuesta al llamado "dilema de Darwin": aquí encontraríamos las llamadas teorías evolutivas.
- ¿Cómo envejecemos? Que se propone describir los mecanismos moleculares, celulares y sistémicos que desencadenan el envejecimiento.

En general, existen dos tendencias aparentemente opuestas que se solapan a los anteriores enfoques: Por una parte, un conjunto de teorías afirma que el envejecimiento es un hecho que se encuentra "programado", lo cual supone que el envejecimiento depende de "relojes biológicos" que regularían la cronología de la longevidad, por ejemplo mediante genes que se activan y desactivan en forma secuencial. Otro grupo de teorías, por el contrario, sostiene que no hay nada de programado en el envejecimiento, sino que este sobreviene por un proceso estocástico de acumulación de daños. Algunos autores reclaman la conciliación de ambas tendencias, contemplando el fenómeno global como un conjunto de interacciones complejas de origen intrínseco (genético), extrínseco (ambiental) y estocástico (daño aleatorio a moléculas vitales)

#### Teorías evolucionistas "¿Por qué envejecemos?"
En 1882 Weismann propuso formalmente que el envejecimiento era un rasgo evolutivo, una adaptación, que tenía un propósito evolutivo. Darwin había sugerido previamente que el envejecimiento era una característica que había surgido por la evolución.
Los parámetros esenciales del envejecimiento como la supervivencia media o la longevidad son, según esto, un rasgo intrínseco de cada una de las especies. Las teorías evolucionistas se fijan en estos rasgos sin distinguirlos de cualquier otro en tanto que las leyes básicas de la evolución se cumplen para todos ellos. Se trata de explicar el mecanismo exacto por el cual surge en el transcurso de la evolución el envejecimiento, y por qué se selecciona una determinada longevidad. 
La mayor parte de los teóricos actuales han descartado las teorías adaptativas del envejecimiento utilizando uno o varios de los siguientes argumentos:
- Se considera “imposible” que el envejecimiento pueda ser una adaptación porque la teoría adaptativa está en conflicto con la teoría de la selección natural.
- El envejecimiento tiene un efecto aparentemente pequeño o despreciable en la adaptabilidad del individuo.
- No se ha demostrado la existencia de un mecanismo que explique la aparición de un rasgo antiadaptativo como el envejecimiento.
- Se duda que el envejecimiento tenga una utilidad evolutiva.

Aunque estos argumentos son de algún modo discutibles, no anulan en modo alguno el hecho de que los seres vivos tengan capacidad de modular su longevidad. 
En general, estas teorías coinciden en el hecho de considerar el envejecimiento como un proceso natural “programado”, una parte más de la ontogenia. Sin embargo, llegados a un punto, se aprecia que el envejecimiento puede ser un precio “que hay que pagar” por otros rasgos que permiten una mayor adaptabilidad a los individuos, probablemente porque es producido por mecanismos que mejoran la eficiencia de otros sistemas del organismo.

#### Teoría de Weissmann de la muerte programada
El biólogo alemán August Weissman publicó en 1882 un artículo sugiriendo que la "muerte programada" era un rasgo genético desarrollado por la evolución (una adaptación) que había surgido gracias a la selección natural, porque producía un beneficio a la especie, aunque perjudicara a los individuos. Weissman pensaba que eliminando los individuos más antiguos de la población, la muerte programada proporcionaba más recursos (como comida y hábitat) para los miembros más jóvenes. De esa forma se destinaba recursos a los animales más jóvenes, mejorando así la capacidad de evolución de las especies.
La teoría de Weissmann pasa por alto un requisito implícito de la teoría de la selección natural, el que para que un rasgo pueda tener un valor selectivo, debe expresarse en forma tal que afecte a la capacidad reproductiva del individuo.

#### Teoría de la pleiotropía antagónica
Se debe tener en cuenta que el éxito evolutivo no se valora en términos de "supervivencia", sino de éxito reproductivo. Así pues, un organismo muy longevo, pero con muy baja fertilidad, tiene un valor selectivo menor.
Dado que en el medio natural la probabilidad de “llegar a viejo” es muy baja, el valor selectivo del envejecimiento, como se argumentaba antes, es muy pequeño. En ausencia de presiones naturales, como por ejemplo en cautividad, la longevidad adquiriría rápidamente un beneficio en términos reproductivos. Pero en un escenario de elevada mortalidad, supuestamente, según esta teoría, la presión selectiva sobre algunos genes caería con el tiempo. Este argumento fue expuesto por primera vez por J.B.S. Haldane y Sir Peter Medawar en las décadas de los 50 y 60, siendo desarrollada posteriormente por el biólogo evolucionista George C. Williams, quien lo sistematizó bajo el nombre de teoría de la pleiotropía antagónica del envejecimiento (del griego πληιοτρωπια, que significa  "muchos cambios", también a veces llamada polifonía). Un gen pleiotrópico sería aquel que afecta a varios rasgos a la vez. 
El ejemplo de baja presión selectiva citado originalmente por Haldane en 1942 es el de la corea de Huntington. Se cita que en algunas localidades ribereñas del Lago de Maracaibo, en Venezuela, la prevalencia de esta enfermedad autosómica dominante era tan elevada, que alcanzaba el 40%.  Parece ser que todos los casos descienden de una tal María Concepción, que tuvo 20 descendientes a principios del siglo XIX. Se cree que en la actualidad, la cifra sobrepasaría los 16000 descendientes. A pesar de que la enfermedad es mortal en torno a los 50 años, la prevalencia se mantiene debido a que confiere una mayor fecundidad a quienes la padecen.
La propuesta de Williams es que el envejecimiento está provocado por el efecto combinado de muchos genes pleiotrópicos, cada uno de los cuales tendría un efecto beneficioso al principio de la vida del organismo, siendo más tarde adverso. Su inspiración surge de combinar y extrapolar los presupuestos de Haldane con la teoría de la acumulación de daño de Medawar (ver más adelante), en cuanto a la afirmación de que los efectos adversos tendrían un efecto progresivamente menor en la adaptabilidad de un animal a medida que envejece.

#### Teoría del soma desechable
La idea de un cuerpo de quita y pon es central para evolución del envejecimiento - la razón del envejecimiento- aunque es esencialmente una explicación evolutivista. Esta idea se conoce como la teoría del soma desechable, y fue formulada por Thomas Kirkwood a finales de los años 70 y posteriormente desarrollada por él mismo y el genétista Robin Holliday. 
- (I) El envejecimiento es producto de limitaciones que han surgido en el mantenimiento somático y la reparación, debido a que compite con ellas de forma prioritaria la reproducción.
- (II) Por lo tanto, el envejecimiento es resultado de la acumulación durante la vida de daño en las células y tejidos.
- (III) Contribuyen al envejecimiento múltiples mecanismos (puesto que son formas múltiples de mantenimiento somático, todas las cuales están sujetas al mismo proceso de optimización).
- (IV) Los principales genes que determinan la longevidad y la tasa de senescencia son genes que especifican los niveles de funciones de mantenimiento (genes de reparación de ADN, enzimas antioxidantes, proteínas de estrés, etc.).
- (V) El proceso de envejecimiento es intrínsecamente estocástico, pero la longevidad está programada, en general, a través de los genes que acabamos de mencionar y...
- (VI) La longevidad máxima no está controlada por ningún tipo de reloj, pero si modulable, por ejemplo, modificando la exposición al daño o mejorando las funciones del mantenimiento corporal.

Kirkwood y Holliday consideraron la dicotomía entre la línea germinal y el soma como resultado de un dilema entre la supervivencia y la reproducción. En esencia, para ser de alguna utilidad, el cuerpo debe sobrevivir al menos hasta la edad reproductiva. De ahí se derivan costes para el mantenimiento de la vida, que consume la mayor parte del alimento tanto a nivel de organismo como a nivel celular. En este último caso, la elevada tasa de daño en el ADN y mutaciones tienen que ser corregidos mediante la síntesis e incorporación de nuevos principios inmediatos.

#### Verificación de la teoría del soma desechable
Poniendo a prueba las predicciones antedichas, se debería según las mismas, establecer un equilibrio óptimo dentro de este compromiso o "trade-off" en el que el mantenimiento del cuerpo se opone al éxito reproductivo. 
Varios hechos apoyan esta idea: Con excepciones existe una fuerte correlación inversa entre la fecundidad y la longevidad máxima (los ratones serían un ejemplo) y por el contrario, cuando existen factores que aumentan la longevidad, también parece disminuir la fecundidad. En este sentido, los experimentos de M. Rose, Irvine y otros en Drosophila se seleccionan moscas progresivamente más longevas se observó que éstas iniciaban más tarde su periodo reproductivo y lo hacían más lentamente, a pesar de que el número total de huevos era similar.

## Envejecimiento en las plantas
En las plantas, el proceso de envejecimiento se aprecia directamente mediante observaciones físicas o procedimientos químicos. Dentro de los mecanismos usados se encuentra la observación, que permite comparar las diferencias entre los especímenes jóvenes y los mayores, como pueden ser el grosor de la corteza, el aspecto deslustrado de hojas y flores, la ausencia de estas últimas, etc. Dentro de los procedimientos químicos se utilizan los análisis de los compuestos orgánicos que secretan, o dejan de secretar, en sus diferentes estadios cada especie de planta. Dentro de las plantas encontramos los seres vivos cuyo proceso de envejecimiento es el más lento o, dicho de otra forma, tienen un período de vida más largo. Son ciertas clases de coníferas conocidas como sequoias.

## Envejecimiento en animales
Cada organismo multicelular, usando energía del sol, es capaz de desarrollar y mantener su identidad por solo un tiempo determinado. Luego el deterioro prevalece sobre la síntesis y el organismo envejece. El envejecimiento puede ser definido como el deterioro en el tiempo de las funciones fisiológicas necesarias para la supervivencia y fertilidad. Las características del envejecimiento afectan a todos los individuos de todas las especies sin distinción alguna. 
Muchos biólogos evolucionistas niegan que el envejecimiento haga parte de la genética de los animales. Ellos consideran este proceso como el estado predeterminado que ocurre luego que el animal ha completado los requerimientos que demanda selección natural. Luego que la progenie ha nacido y crecido, el animal puede morir, como de hecho ocurre en muchos organismos. 
No obstante, estudios recientes han indicado que existen componentes genéticos relacionados con la senescencia, y que la esperanza de vida característica de una especie puede ser modulada al alterar los genes y la dieta.

### Esperanza de vida y expectativa de vida
La esperanza de vida es característica de cada especie. Es el número máximo de años conocido que un miembro de una especie ha sobrevivido. En humanos este valor se ha estimado en 130 años, en perros es 20 años, en ratones de laboratorio es de 4,5 años y en una mosca de Drosophila es de 3 meses.
Sin embargo, la mayoría de los miembros de una especie no cumplen con la esperanza de vida.  La expectativa de vida, es el tiempo que un individuo se espera que viva. Este valor es característico de poblaciones pero no de especies. 
Formalmente se define como el tiempo en el cual la mitad de la población sobrevive. 
En humanos, la expectativa de vida varía entre regiones. En 1900, 50% de las mujeres estadounidenses morían a la edad de 58 años. En contraste, en 1981 este valor alcanzaba 81 años. Esto implica, que solo recientemente se ha vuelto más común en la población el fenotipo senescente humano: pelo gris, piel arrugada y caída, rigidez en las articulaciones, osteoporosis, pérdida de fibra muscular, pérdida de memoria, deterioro de la vista y respuesta sexual lenta.

### Causas de envejecimiento
El fenotipo senescente de cada especie es característico. Las causas de este fenómeno son principalmente celulares, sin embargo, no existe un consenso sobre las causas verdaderas que causan la senescencia.

#### Detención del crecimiento por senescencia
La detención de crecimiento celular por senescencia es una serie de reacciones y señales que tienen como consecuencia la suspensión de la división celular ante los estímulos mitogénicos comunes. El primer caso de un cultivo celular que detuvo su crecimiento fue hecho por Hayflick en los sesenta en un cultivo de fibroblastos humanos. La senescencia celular se asoció desde el principio con el acortamiento telomérico hasta el punto de la disfunción telomérica aunque actualmente el modelo se ha complementado y se ha definido la senescencia como la respuesta ante estímulos como el acortamiento de telómeros, el daño del ADN y el fin del ciclo celular.

#### Daño oxidativo
Una de las teorías que explican el envejecimiento es como un producto normal del metabolismo del organismo. Cerca del 2-3% de los átomos de oxígeno son reducidos incompletamente a especies reactivas al oxígeno (ERO). Estas especies (ion superóxido, radical hidróxido, peróxido de hidrógeno, entre otras) pueden oxidar y dañar las membranas celulares, proteínas y ácidos nucleicos. Individuos de Drosophila melanogaster que sobre-expresan enzimas que destruyen ERO viven un porcentaje mayor que individuos normales. De igual modo, moscas de esta especie con mutaciones en el gen methuselah (Matusalén, personaje bíblico del que se afirmaba que vivió 969 años) han desarrollado resistencia a ERO y logran vivir 30-40% más que los controles (Orr & Sohal, 1994). En Caenorhabditis elegans, individuos mutantes que sobreexpresan enzimas degradadoras de ERO viven mucho más que el tipo silvestre (Braeckman, Houthoofd, De Vreese & Vanfleteren, 2001). 
No obstante, en mamíferos esta relación no es tan evidente. Se han realizado observaciones en ratones que carecen de la proteína p66shc que llegan a vivir más que aquellos silvestres. Esta proteína parece estar involucrada en la ruta de transducción que lleva a la apoptosis en condiciones de estrés oxidativo y por ende en mediar la esperanza de vida de los mamíferos (Migliaccio, et al., 1999). 

#### Desgaste natural
A medida que los individuos envejecen aparecen un mayor número de mutaciones puntuales incidiendo en el tipo y en la eficiencia de las proteínas creadas. Es por esto que los mecanismos de reparación de ADN son importantes en prevenir la senescencia (Hart & Setlow, 1974). De igual modo, defectos genéticos en enzimas reparadoras de ADN causan síndromes de envejecimiento prematuro como el de Werner (Yu, et al., 1996). 
Por otro lado, teniendo en cuenta que la tasa de mutaciones en la mitocondria es alta, se piensa que mutaciones en este orgánulo podrían inducir a defectos en la producción energética de la célula. Por consecuente, fallos en la mitocondria crearían producción de ERO dado el mal transporte de electrones (Boffoli, et al., 1994).

#### Acortamiento de telómeros
Los telómeros son secciones de ADN en los extremos de los cromosomas, que no son replicados por la ADN polimerasa durante la fase S ya que la ADN polimerasa es unidireccional y no puede crear una tira de ADN nueva. Por lo que los cromosomas se verán acortados en cada división celular si la telomerasa, una enzima capaz de restaurar las secuencias de ADN telomerico, no interviene.
La mayoría de tejidos de mamíferos carecen de esta enzima por lo que se propone que el acortamiento de telómeros influye en el ciclo de vida celular (Meyerson, 1998). Estudios posteriores determinaron que los telomeros erosionados generan una respuesta de daño de ADN persistente (DNA Damage Response) que a su vez inicia y mantiene la detención del crecimiento por senescencia, proceso que se inicia como respuesta antes diversas señales de daño genomico No obstante no hay evidencia de una correlación específica entre la longitud de los telómeros y la esperanza de vida de un animal.

### Programas de envejecimiento genético
Se ha propuesto la intervención de muchos genes en el proceso de envejecimiento. El síndrome de Hutchinson-Gilford (Progeria) en humanos es causado por un gen dominante. En ratones, un síndrome similar es causado por mutaciones en el gen klotho, el cual se cree está involucrado en la supresión de fenotipos de envejecimiento. 
En C. elegans existen dos rutas mediante las cuales se controla la senescencia. La primera involucra el proceso de permanecer como larva o continuar con el normal crecimiento. Este depende de la población de nematodos en el medio o la disponibilidad de alimento que inducen a entrar en un estado metabólicamente inactivo de larva dauer. En este estado son sintetizados defensas contra ERO; si los genes involucrados en este proceso son mutados, la larva continuará su ciclo a adulto. Una segunda ruta incluye las células de las gónadas que actúan prolongando la vida de C. elegans.